# Morane-Saulnier Rallye
Le Morane Saulnier Rallye ou Rallye est une gamme d'avions de tourisme français des années 1950-1960 produite par l'avionneur Morane-Saulnier (puis par la Socata) sous diverses versions (MS 880 à MS 893, MS 110).
Il a depuis été remplacé sur les chaînes de production par la gamme Socata TB dans les années 1980, mais la production sous licence par PZL continue en Pologne sous la désignation de « PZL Koliber ».
Il a été un des avions-école français les plus répandus dans les aéro-clubs en France, avant le Robin DR-400.

## Gamme des Rallye
Les Rallye sont dotés de moteurs allant de 100 à 235 ch. Plus de 3 500 appareils ont été vendus dans 65 pays.
- Rallye MS 880 ou Rallye-club (100 ch) en versions biplace ou triplace (1959)
- Rallye MS 881 : 105 ch
- Rallye MS 883 : 115 ch
- Rallye MS 885 : 145 ch moteur Continental
- Rallye MS 886 : 150 ch moteur Lycoming
- Rallye MS 890 : 145 ch moteur Continental
- Rallye MS 892 : 150 ch moteur Lycoming
- Rallye MS 893 Commodore : 180 ch moteur Lycoming
- Rallye MS 894 Minerva : 220 ch moteur Franklin
- Rallye MS 235 : 235 ch moteur Lycoming
- Rallye Galopin MS 110 : 110 ch moteur Lycoming

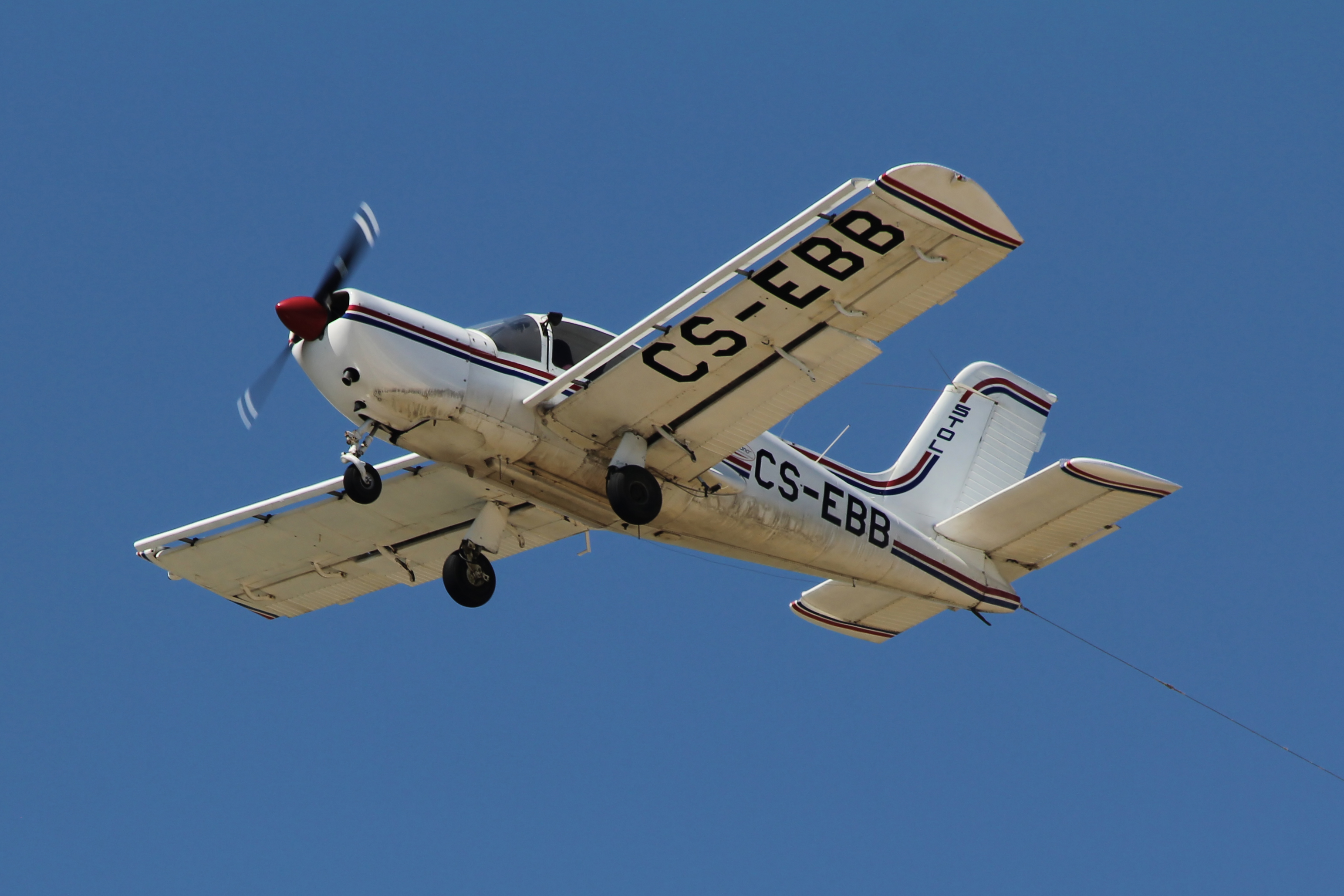
Un Morane-Saulnier Rallye MS-893 Commodore.
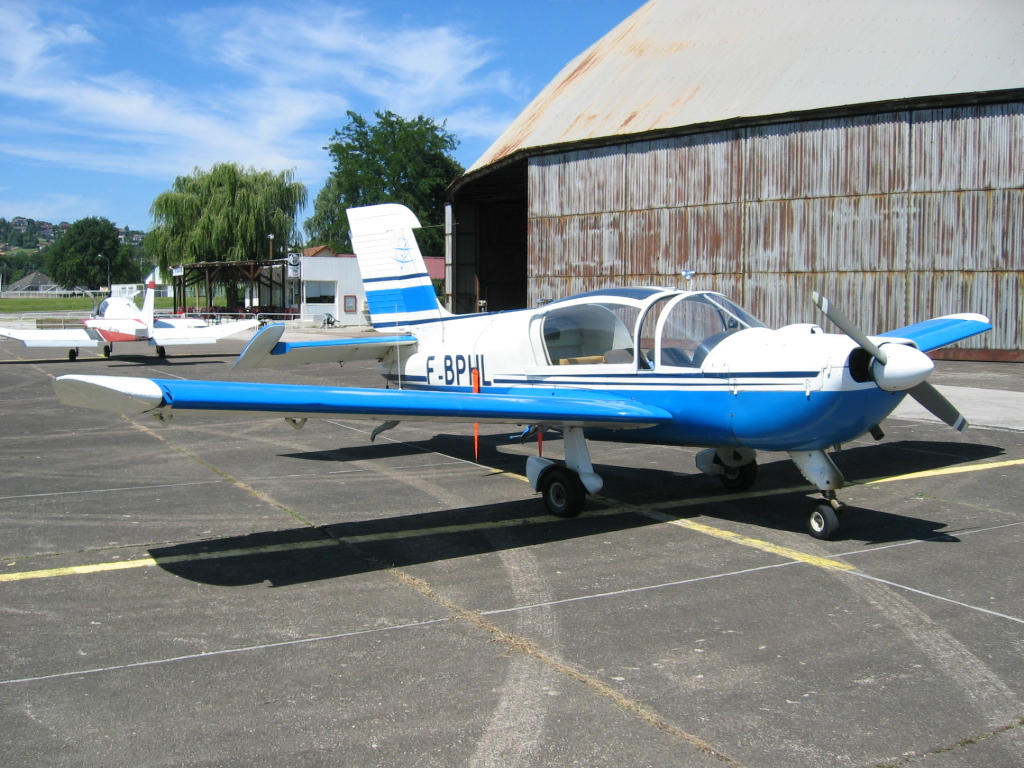
Vue trois-quarts avant droite.
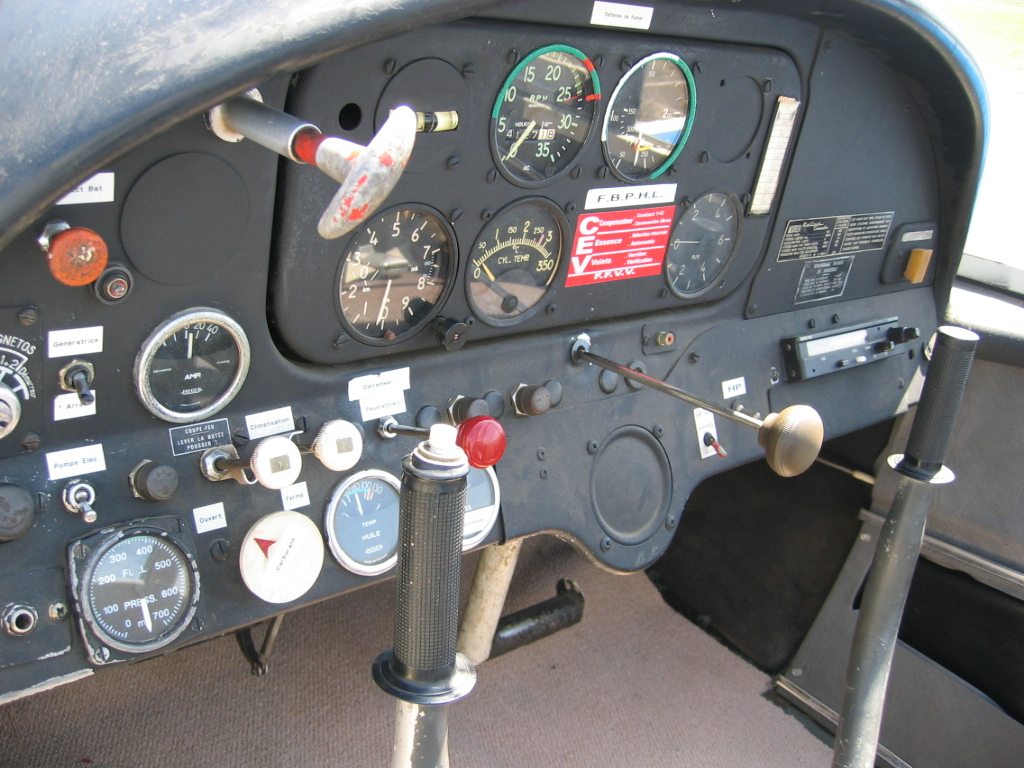
Poste de pilotage.
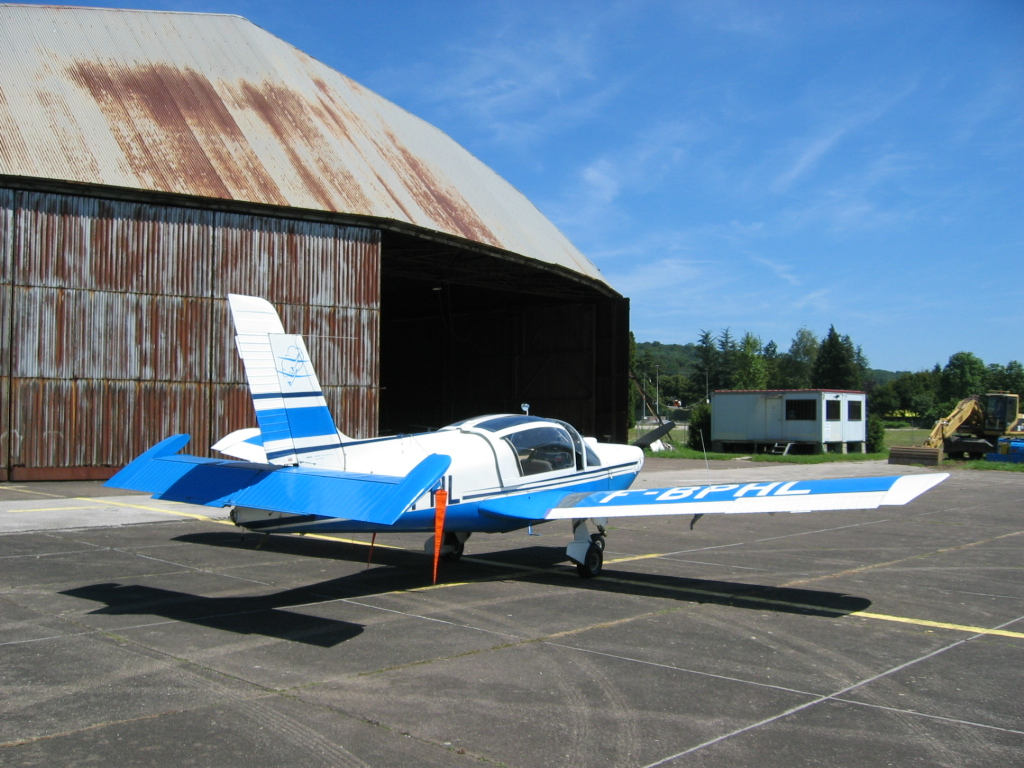
MS Rallye 893 utilisé par l'aérodrome de Besançon-Thise pour remorquer des planeurs.
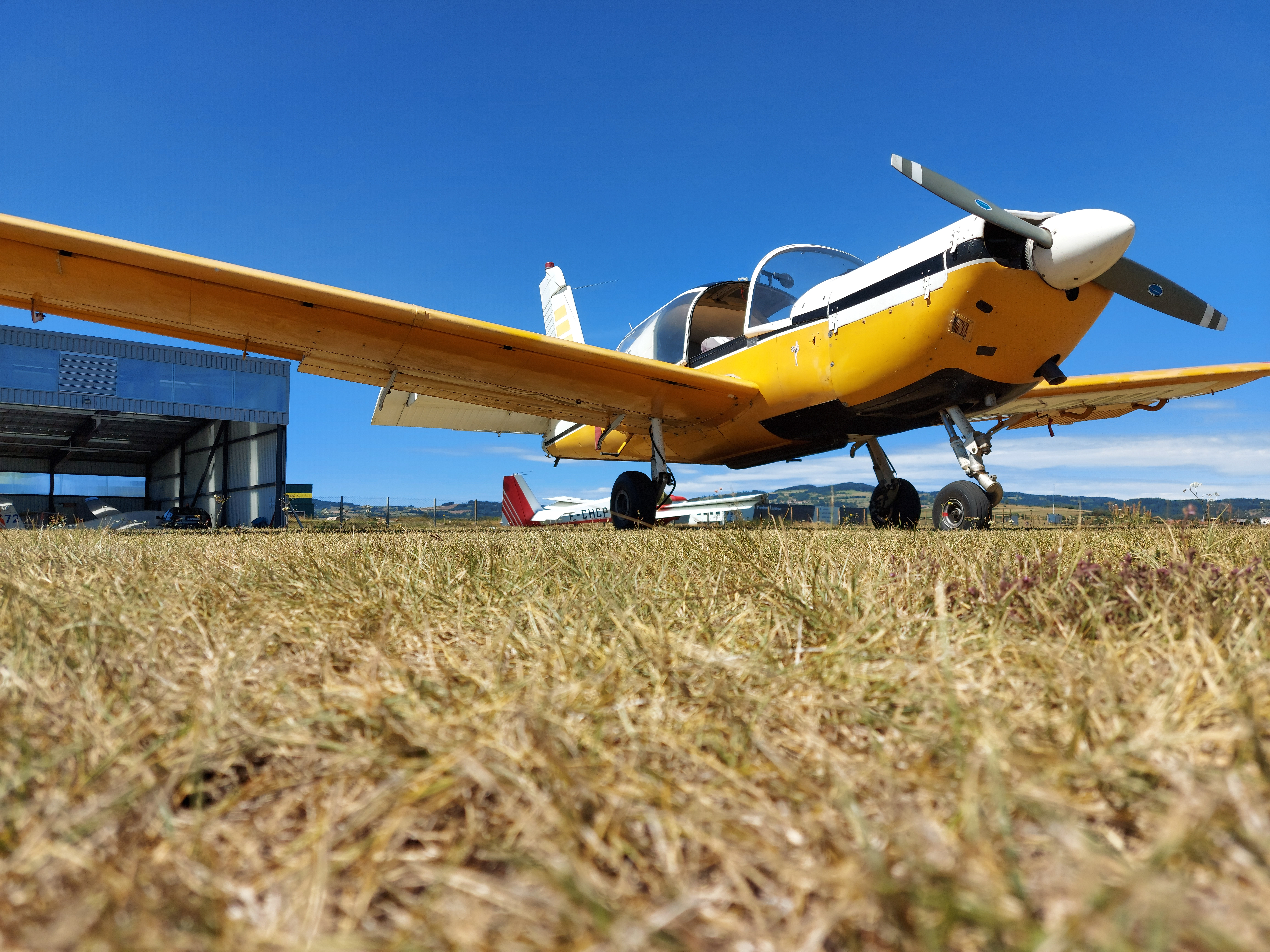
Rallye MS893, F-GINH, utilisé sur l'aéroport Le Puy-en-Velay - Loudes pour le remorquage des planeurs.

## Historique
En réponse à un concours organisé par le Gouvernement français pour un avion léger d'entrainement, Morane-Saulnier développe un biplace côte-à-côte, entièrement métallique, à aile basse et train d'atterrissage classique. Le premier exemplaire construit, baptisé « Morane-Saulnier MS 880 Rallye », immatriculé F-WJDM et propulsé par un moteur Continental C90-14F de 90 ch, vole le 9 juin 1959 et reçoit sa certification en 1961. Le modèle entre alors en production sous le nom de « MS 880B Rallye Club », avec un train d'atterrissage tricycle et un moteur Continental O-200-A de 100 ch, la même année.
En 1965, Morane-Saulnier devient une filiale de Sud-Aviation (devenue depuis Aérospatiale puis EADS). La construction des Rallye (son autre nom) est sous-traitée par EADS Socata. La société DAHER achète SOCATA au début de l'année 2009.
En tant qu'avion-école, le Rallye est remplacé par le Socata TB-9 ou par le TB-10, à partir de 1980.

## Description technique
Le Rallye bénéficie d'imposants dispositifs hypersustentateurs, similaires à ceux d'un avion de ligne gros porteur type Boeing, McDonnell Douglas ou Airbus : des volets Fowler, c’est-à-dire des volets de courbure qui reculent en ménageant une fente entre intrados et volets, et des becs de bord d'attaque automatiques, qui se rentrent lorsque la vitesse ou l'incidence permettent une aérodynamique plus fine et sortent en dessous de 130 km/h.
Le train d’atterrissage tricycle comporte des amortisseurs oléo-pneumatiques qui conviennent très bien aux terrains en herbe.
Cette technologie d'avion de haute sécurité a rendu sa construction plus coûteuse que celles des appareils « bois et toile » concurrents par ailleurs plus performants.
La version avion-école du MS880 est le MS880B ou Rallye 100T, voire ST (« S » pour sport, « T » pour tourisme) : ces modèles sont aptes à la voltige élémentaire et aux « mises en garde » (bien que les pilotes démonstrateurs, tels Maurice Sérée, René Mary et bien d'autres, aient effectué cette voltige avec les modèles standards) ; pour cette raison, ils ont été choisis par la « marine nationale ». Leur dérive plus importante facilite la sortie d'autorotation.
Ils ont été dotés de moteur Rolls-Royce-Continental ou Continental O-200 d'une puissance de 100 ch. Outre la formation et l'entraînement des pilotes de l'aéronavale, le Rallye 100 a formé de très nombreux pilotes dans les aéro-clubs.
Le Rallye peut emporter jusqu'à cinq personnes selon les versions, mais la version 100 ch est limitée à deux ou trois personnes selon la masse maximale.
Les versions plus évoluées du Rallye, comme le MS892/893 de 150 à 180 ch, permettent le remorquage de planeurs et de banderoles publicitaires et ont été à l'origine du développement des premières sociétés de travail aérien en France. Ces versions sont appelées « Commodore » pour Morane-Saulnier, et « Gaillard » ou « Galérien » pour Socata, et ont, en plus d'un moteur plus puissant, une structure plus solide. Ils peuvent aussi être utilisés pour voyager.
De nombreux Commodore 180 ont été fournis par le SFA aux clubs de vol à voile. Ces avions, reconnaissables aux sommets de dérive et bouts d'ailes peints en orange anti-collision, ont assuré l'essentiel des remorquages de planeur en France pendant des décennies. Son atterrisseur rustique et sa gamme de vitesse le rendaient irremplaçable. C'est moins vrai de nos jours avec la disparition des anciens planeurs « bois et toile » qui imposaient une faible vitesse de remorquage que peu d'autres avions pouvaient assurer en sécurité.

## Essais en vol
Le premier vol du MS 880 a lieu sur le terrain de Morane-Saunier à Villacoublay le 10 juin 1959, piloté par Jean Cliquet. Le premier vol révèle que les 90 ch du moteur sont insuffisants et les ailerons sont inefficaces. Malgré un changement d'hélice, le second vol le 11 n'est guère plus convaincant. Lors d'un troisième vol le 12, le pilote profite d'être en l'air pour poser l'avion au Bourget où il doit être exposé en précisant qu'il ne le ramènerait pas en vol. Après le salon, l'avion est démonté et retourne en atelier.
Le MS 880 No 01 ne fit qu'un bref passage au CEV pour obtenir le laisser-passer provisoire lui permettant d'effectuer des vols de démonstration. Cet avion ayant été détruit au cours d'un meeting, c'est le No 02 qui a été utilisé pour l'évaluation officielle de mars 1961. Après de nombreux essais et deux retours en usine pour des améliorations, le No 02 s'écrasa à son 136e vol au cours d'essais de vrilles par un pilote du constructeur qui ne pouvant sortir de vrille sauta en parachute mais fut tué par l'avion qui le heurta dans sa chute. Les essais en soufflerie ayant confirmé que l'avion était incapable de sortir de vrille quel que soit le centrage, des essais constructeur ont conduit à augmenter sensiblement la surface de la profondeur (de 2,6 à 3,45 m2). Après cette modification, le Rallye devenait difficile à mettre en vrille et en sortait facilement, le seul bémol étant des commandes demandant des efforts trop importants pour un appareil de ce poids.

## Caractéristiques techniques
Fabricant : Morane-Saulnier-Socata
Utilité :
- Entraînement (MS880B)
- Remorquage de planeurs (Rallye 180T Galérien)
- Tourisme (Rallye 100T et 180GT Gaillard)
- Sport (Rallye 100S B)
- Moteur : 1 moteur de 100 ch
- Masse maximale au décollage : 770 kg (MS880B)
- Pleins gaz : 2 500 tr/min ; hélice à pas fixe
- Régime max : 2 700 tr/min
- VNE (Velocity Never Exceed) : 270 km/h
- Zone de précaution : 200 à 270 km/h
- Zone d'utilisation normale : 85 à 200 km/h
- Zone d'utilisation volets sortis : 75 à 140 km/h
- Vitesse max volets sortis : 140 km/h
- Vitesse calcul croisière : 200 km/h, 245 km/h à l'altitude optimale
- Facteurs de charges limites : +4,4 g et −1,8 g

Acrobaties :
- Montée en chandelle : VI 240 km/h
- Huit lents : VI 220 km/h
- Virages serrés 60° : VI 170 km/h

Décrochages, vrille, huit paresseux, virages engagés et vol inversé sont autorisés à condition d'avoir à bord un instructeur compétent et ne pas dépasser +4,2 g et −3,2 g.